# Царское кладбище Ура
Ца́рское кла́дбище У́ра (араб. المقبرة الملكية في أور‎, перс. گورستان سلطنتی هورا‎) — это археологический памятник в современной провинции Ди-Кар на юге Ирака. Первые раскопки в Уре проводились с 1922 по 1934 год под руководством Леонарда Вулли совместно с Британским музеем и Музеем археологии и антропологии Пенсильванского университета в Филадельфии, штат Пенсильвания.
Многие находки сегодня находятся в музеях — в Иракском (Багдад), Британском (Лондон).

## Открытие

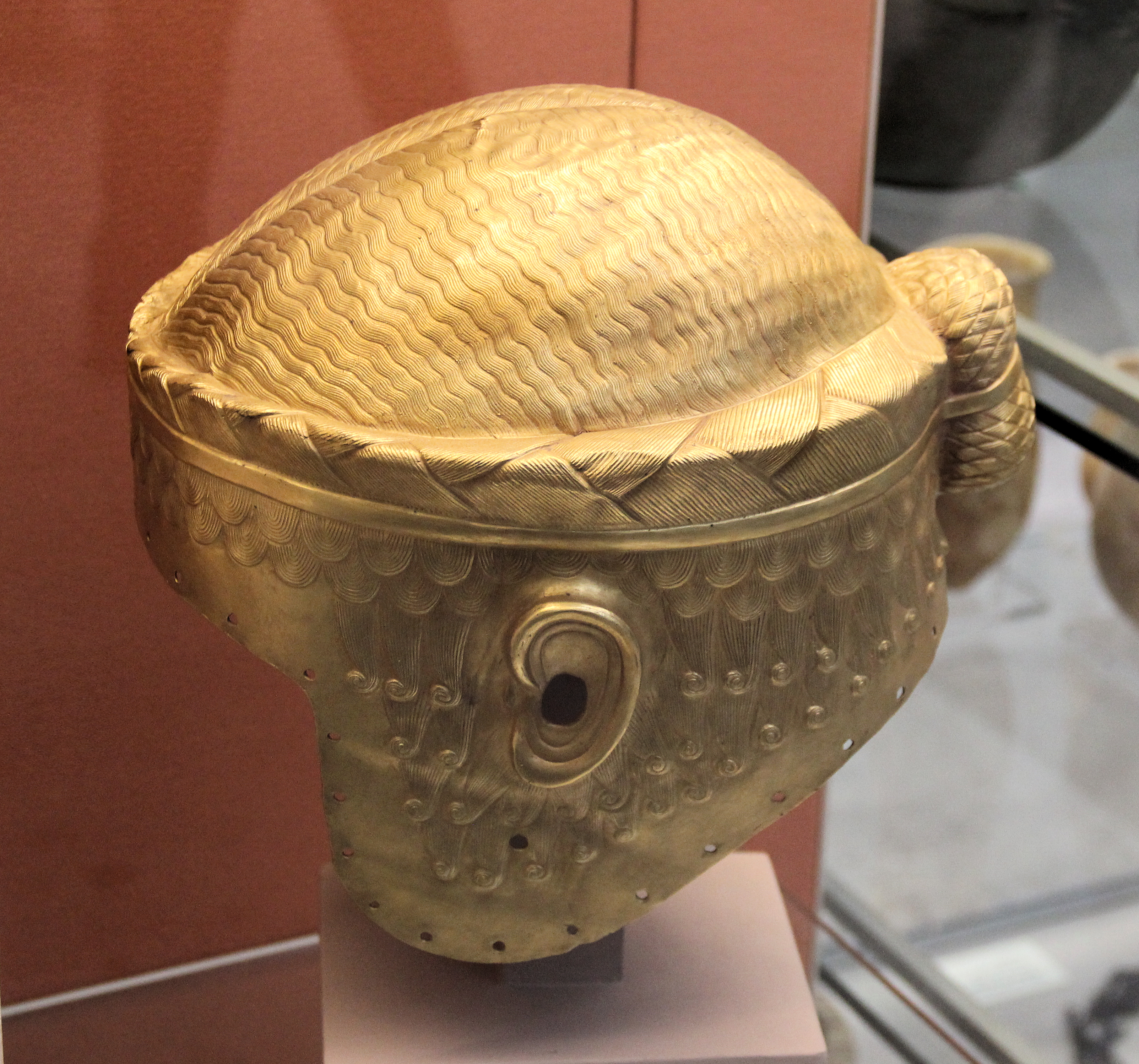
Золотой шлем Мескаламдуга (копия), вероятного основателя Первой династии Ура, 26-й век

Процесс раскопок начался в 1922 году с рытья пробных траншей, чтобы археологи могли получить представление о планировке древнего города, которая будет задокументирована в чертежах Кэтрин Вулли. В одной траншее, где первоначально ничего найдено не было, главный археолог Леонард Вулли решил копать глубже. Там были найдены глиняные вазы, известняковые чаши, небольшие бронзовые предметы и различные бусины. Вулли подумал, что там могли быть золотые бусины, и, чтобы убедить рабочих отдать бусины, когда рабочие их найдут, Вулли предложил денежное вознаграждение, это привело к обнаружению золотых бусин после того, как рабочие выкупили их у ювелиров, которым они эти бусины и продали.
На предварительных раскопках нечестность рабочих была проблемой, но не единственной. Местные жители, нанятые в качестве помощников, не имели опыта в археологии, что заставило Вулли на четыре года отказаться от того, что они называли «золотой траншеей», пока рабочие не научились хорошо разбираться в археологических раскопках. Кроме того, археология как наука все ещё находилась на начальной стадии развития. В результате золотые предметы были идентифицированы экспертом, который неправильно датировал их «поздневавилонским периодом» (ок. 700 г. до н. э.), хотя они относились к периоду правления Саргона I (XXIV век до н. э.).
Кладбище в Уре включало чуть более 2000 захоронений. Среди этих захоронений было шестнадцать гробниц, которые Вулли определил как «царские» на основании их размеров и структуры, разнообразия и богатства погребального инвентаря, а также наличия артефактов, связанных с массовым ритуалом.

## Данные о месте
Руины древнего города Ур находятся в пустыне на юге Ирака. Город оставался заброшенным после того, как река Евфрат изменила свое русло более двух тысячелетий назад. Первые археологи раскопали поверхность и обнаружили могилы, на некоторых из которых были начертаны королевские имена. Вулли начал раскопки в 1922 году по поручению Британского музея и Музея археологии и антропологии Пенсильванского университета. Однако фактическое открытие кладбища и его царских гробниц произошло спустя четыре года после начала раскопок, в 1926 году. Кладбище действовало по меньшей мере три столетия во второй половине 3-го тысячелетия до нашей эры. Большинство могил представляли собой отдельные захоронения, которые были вкопаны друг в друга. Мужские и женские трупы были найдены с вещами, которые определяли их как богатых или бедных.

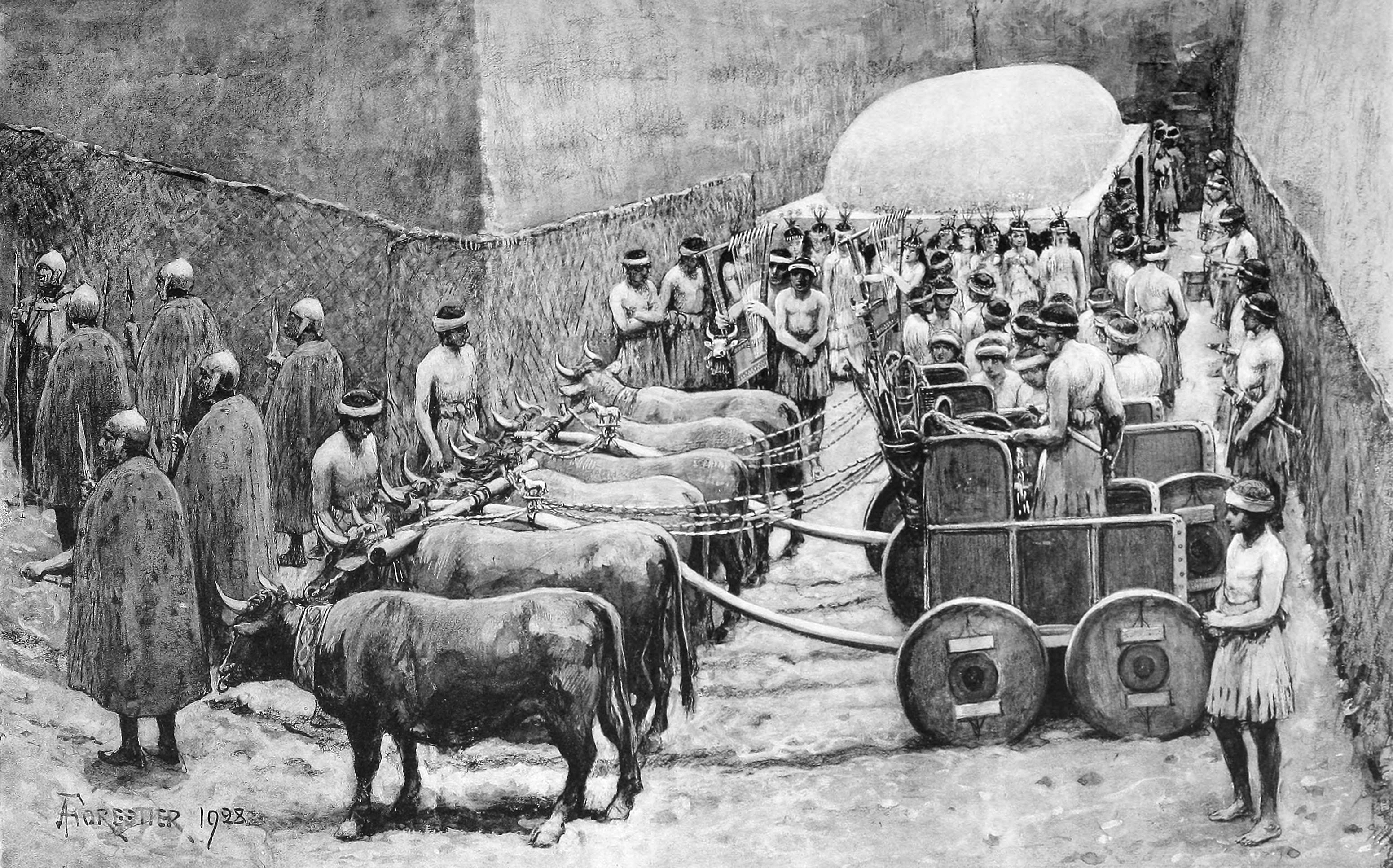
Погребальная процессия в гробнице № 789, на царском кладбище Ура, около 2600 г. (реконструкция).

Вулли первоначально раскопал 1850 могил, но позже обнаружил еще 260. Тем не менее, шестнадцать из них были для него уникальными, потому что они выделялись из всех остальных своим богатством, структурой захоронений и ритуалами. Он подумал, что каменные палаты и огромные богатства принадлежали умершим из королевского рода. Только такие трупы в своих каменных могилах имели богатые запасы провизии для удовлетворения своих потребностей в загробной жизни. При этом с подчинёнными обращались иначе, и у них не было ничего из вышеупомянутых благ. После погребения тела царя остальные люди должны были принести жертву в честь этого человека и после этого их тоже хоронили.
Когда Вулли нашел «Великую яму смерти», она была в крайне плохом состоянии. От неё осталось несколько камней и несколько золотых, лазуритовых и сердоликовых бусин в прекрасном состоянии. «Великая яма смерти» представляла собой открытое помещение квадратной формы, служившее кладбищем для тел вооруженных мужчин, которые были уложены внутри вместе с другими трупами, предположительно принадлежавшими женщинам или молодым девушкам.
Введение массивных смертных ям в Уре обычно связывают с Мескаламдугом, одним из царей Ура, который также был известен как верховный правитель всех шумеров. Он начал практику такого массового погребения с принесением в жертву воинов и целого хора женщин, которые должны были сопровождать его в загробном мире. Также было высказано предположение, что «Великая яма смерти» была гробницей Месаннепада.

### Пуаби

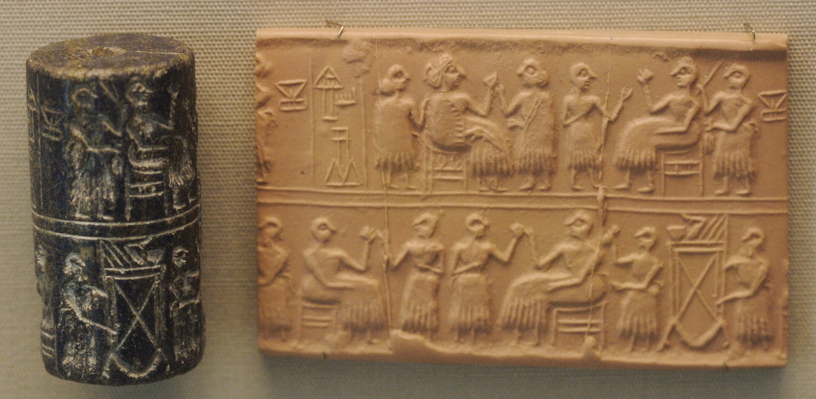
Цилиндрическая печать царицы Пуаби

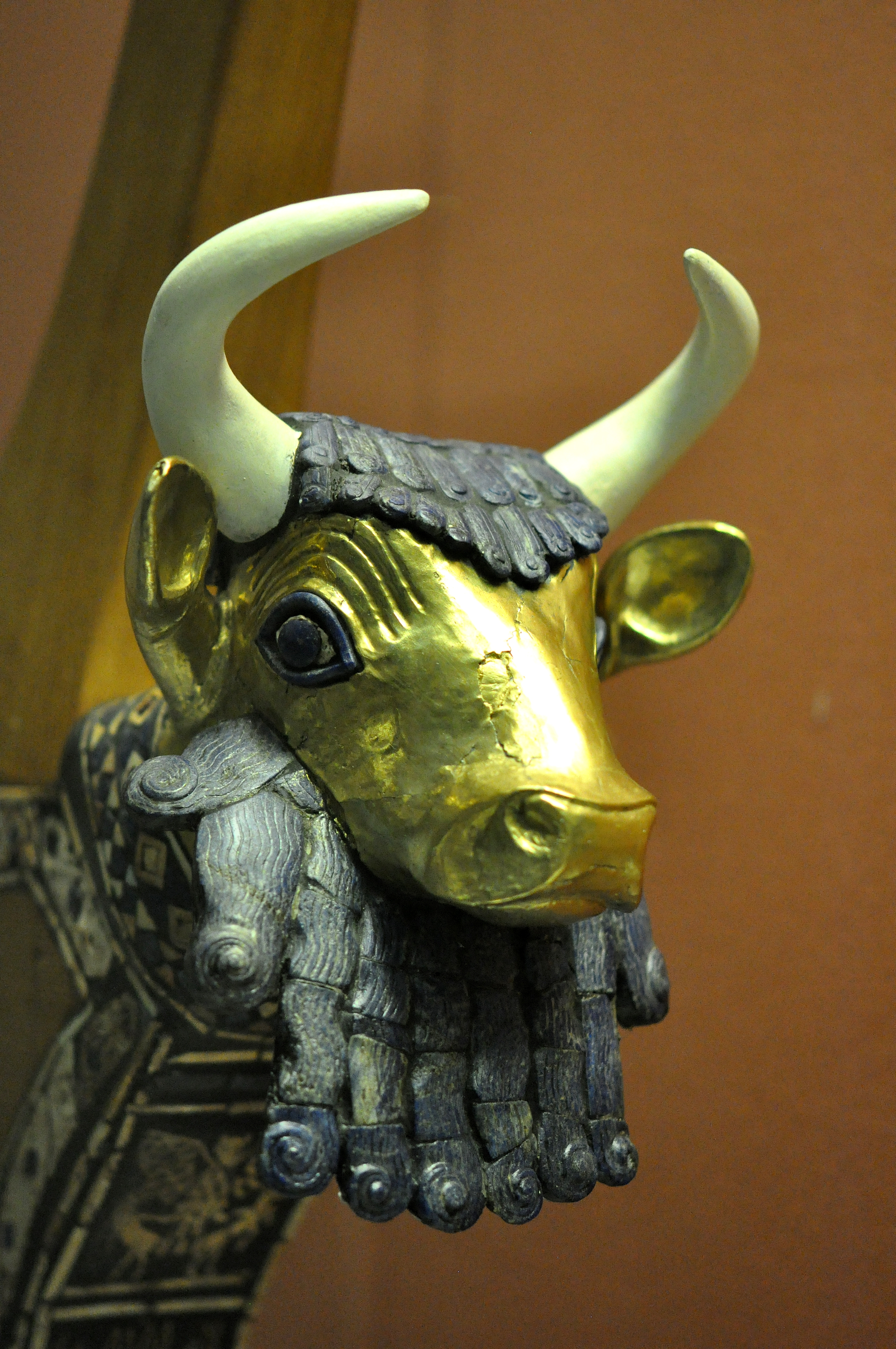
Лира из головы быка из гробницы царицы Пуаби. (Британский музей)

В отличие от «Великой ямы смерти», одна из царских гробниц в Уре сохранилась практически в целости, что было наиболее примечательно благодаря сокровищам, оставленным в основном невредимыми на теле царского рода. Это тело принадлежало царице Пуаби, и его легко было опознать по украшениям, сделанным из бусин золота, серебра, лазурита, сердолика и агата. Тем не менее, самыми большими уликами, указывающими на её титул королевы, были цилиндрическая печать с надписью её имени и её корона, которая была сделана из слоёв золотых украшений в форме замысловатых цветочных узоров. В очередной раз Вулли открыл земляной пандус, ведущий вниз к смертной яме хорошо сохранившейся гробницы размером 12 на 4 метра, и обнаружил множество трупов — от вооруженных мужчин до женщин в головных уборах с тщательно проработанными деталями. Спустившись в яму, он обнаружил следы тростниковых циновок, ими были накрыты артефакты и тела, чтобы избежать контакта с почвой, заполнившей царскую могилу. Двумя метрами ниже уровня ямы находилась каменная гробница, в стенах которой не было дверного проема, а единственный доступный вход был через крышу. Внутри гробницы покоились четыре тела, но самым важным из них, очевидно, было тело царицы.

### Практика погребения
Тела на Царском кладбище подвергались определённой практике захоронения. В гробницах первичная ингумация помещается внутрь камеры гробницы, обычно в сопровождении обслуживающего персонала. Другие тела или жертвы также хоронятся, часто в отдельных камерах или, что более распространено, в «ямах смерти» — открытых, затопленных площадках. Количество жертвенных тел в одной гробнице может варьироваться от шести до 70-80 тел. Санитары обычно лежат аккуратными рядами внутри смертных ям или камер. Не совсем известно, умерли ли сопровождающие, размещённые таким образом, или были размещены после смерти. Основное тело всегда укладывали на циновку из тростника, которой также выстилали пол и стены ямы, где находился обслуживающий персонал. В некоторых гробницах тела расположены очень специфическим образом. В некоторых гробницах были найдены мужские скелеты в шлемах и с копьями, расположенные перед входом в качестве охранников, а внутри находились женщины.

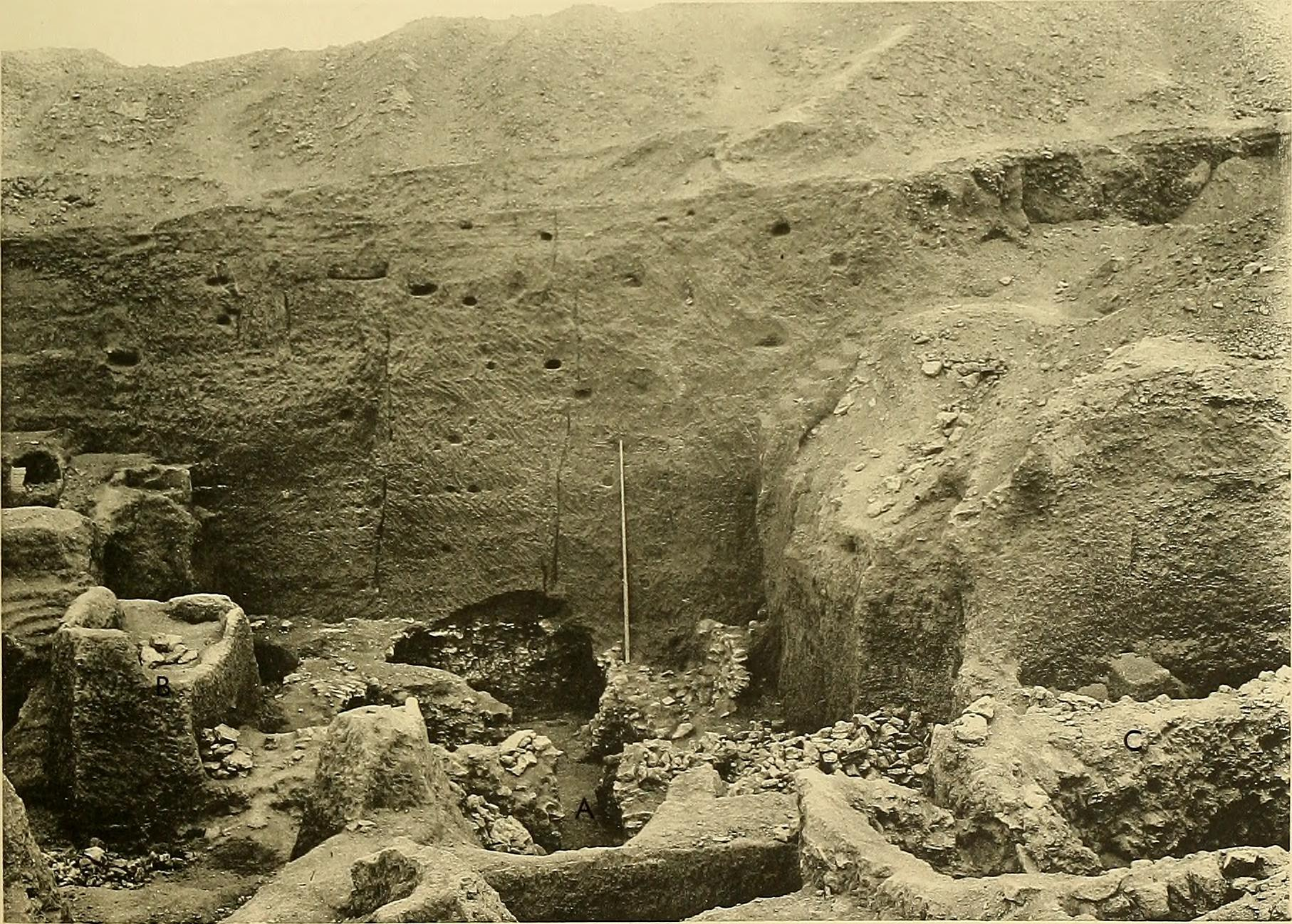
Могила Мескаламдуга (PG 755, маркировка «B») на Царском кладбище в Уре, рядом с царской гробницей PG 779 (возможно, принадлежащей Ур-Пабилсагу, правитель Первой династии Ура, «А») и царской гробницей PG 777 (возможно, жены Ур-Пабилсага, «С»).

Доподлинно неизвестно, чьими были основные захоронения, но принято считать, что это представители королевской семьи. Покойные, возможно, состояли в кровном или брачном родстве. Некоторые из тел имеют следы нагревания или окуривания, что могло быть попыткой сохранить тела для проведения церемонии. Кроме того, на некоторых черепах была обнаружена ртуть, что также может свидетельствовать о попытке сохранить тела. Музыка, плач и пиршество происходили в дополнение к погребению, и сопровождающие могли присоединиться к ним.
В первой части церемонии тело клали в гробницу вместе с подношениями, а затем запечатывали кирпичом и камнем. В следующей части церемонии смертные ямы заполнялись стражниками, сопровождающими, музыкантами и животными, такими как волы или ослы.

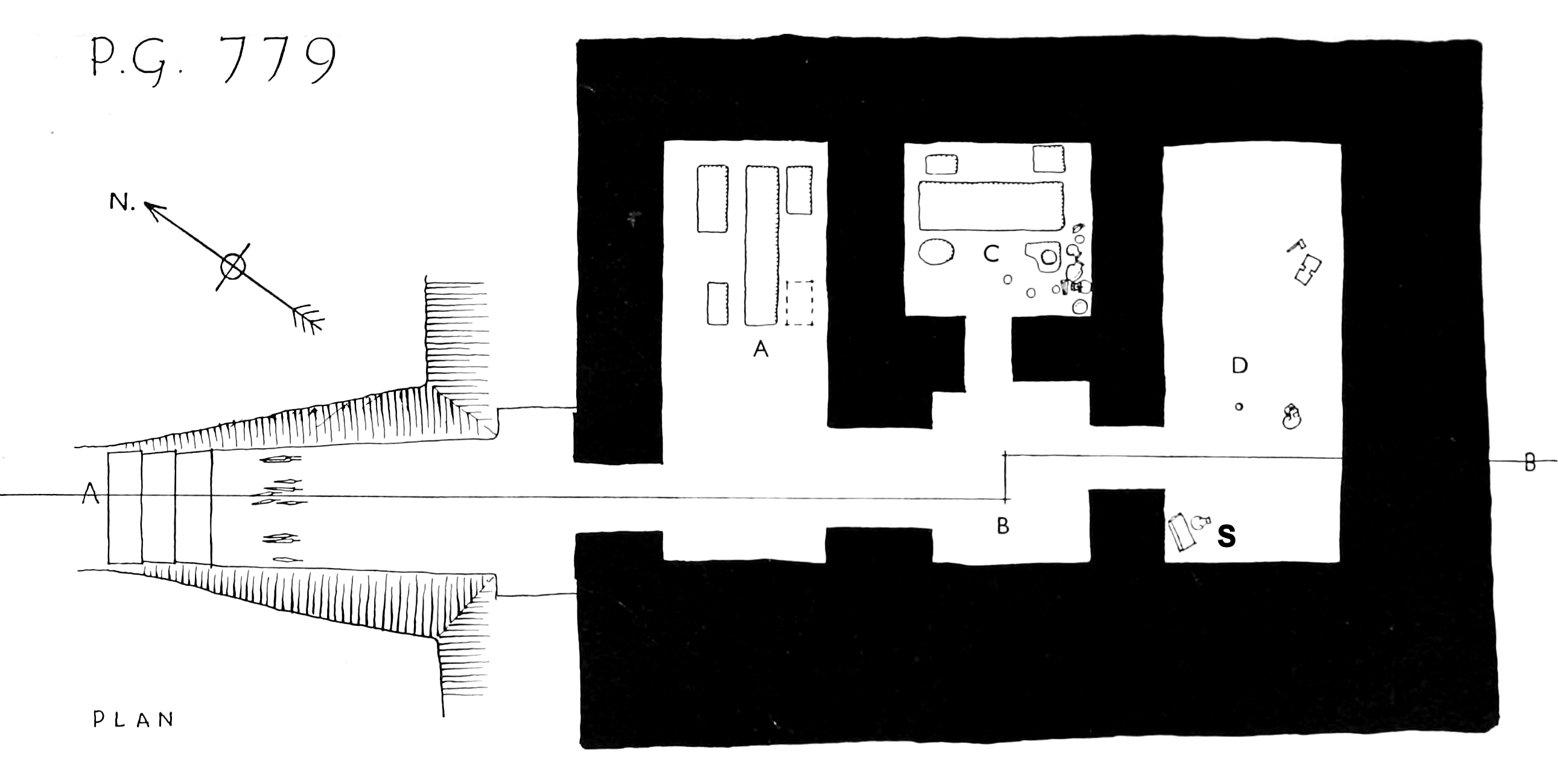
План трёх камер могилы PG 779, предположительно принадлежащей Ур-Пабилсагу. Штандарт Ура был расположен в точке «S»

Каким образом сопровождающие оказались похоронены вместе с королевскими особами, неизвестно. Все тела расположены упорядоченно и выглядят мирно. Сложные головные уборы, которые носили женщины, не тронуты, что подтверждает предположение о том, что в момент смерти они лежали или сидели. Вначале Вулли думал, что сопровождающие были принесены в жертву, чтобы показать власть королей и устроить публичное шоу. Позже он предположил, что сопровождающие добровольно приняли яд, чтобы продолжать служить своему царю уже в загробном мире (у каждого сопровождающего находилась рядом маленькая чашка, из которой он мог выпить яд). С другой стороны, яд мог быть лишь успокоительным средством, а причиной смерти стало удушье из-за того, что гробница была запечатана. Некоторые исследования показали, что некоторые черепа получили травмы тупым предметом, что указывает на то, что их смерть имела насильственный характер.

## Находки

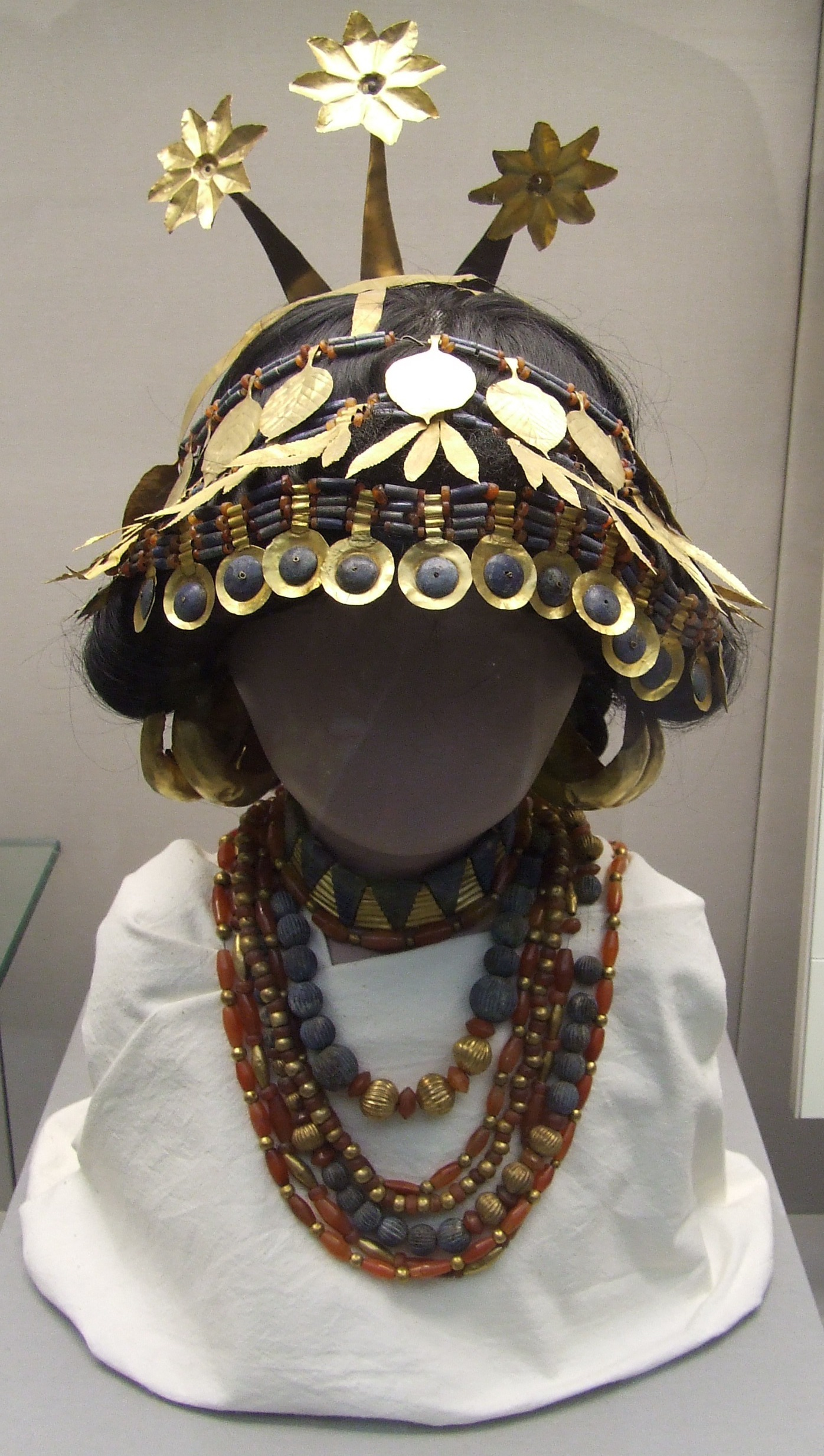
Реконструированные ожерелья шумерских головных уборов, найденные в гробнице Пуаби, хранящиеся в Британском музее

Кладбище в Уре содержало более 2000 захоронений и соответствующее богатство предметов. Многие предметы происходят из немногочисленных царских захоронений. Многие из этих могильных ценностей, вероятно, были привезены из различных близлежащих регионов, включая Афганистан, Египет, и долину Инда.

### Цилиндрические печати
Цилиндрические печати, найденные среди могильных ценностей на кладбище в Уре, часто содержали имена умерших. Рядом с останками царицы Пуаби археологи обнаружили три цилиндрические печати, одна из которых содержит её имя, написанное клинописью.

### Ювелирные украшения и металлические изделия
Различные женские персоны и сопровождающие лица, похороненные на кладбище в Уре, были украшены драгоценностями из золота, серебра, лазурита и сердолика, включая разнообразные ожерелья, серьги, головные уборы и кольца для волос. Присутствие сердоликовых бусин среди могильных предметов на кладбище указывает на торговлю с долиной Инда. Украшения для волос включали гребни для волос с цветочными элементами из золота, ляписа, ракушки и розового известняка. Кроме того, среди человеческих останков в Уре были найдены ленты для волос из золота и серебра и инкрустированные гребни с розочками.
Многие из драгоценностей содержали некую ботаническую отсылку. Среди них — растительные венки, украшенные золотыми листьями. Примечательно, что головной убор Пуаби состоит из четырёх ботанических венков, включающих розочки (или звёзды) и листья.

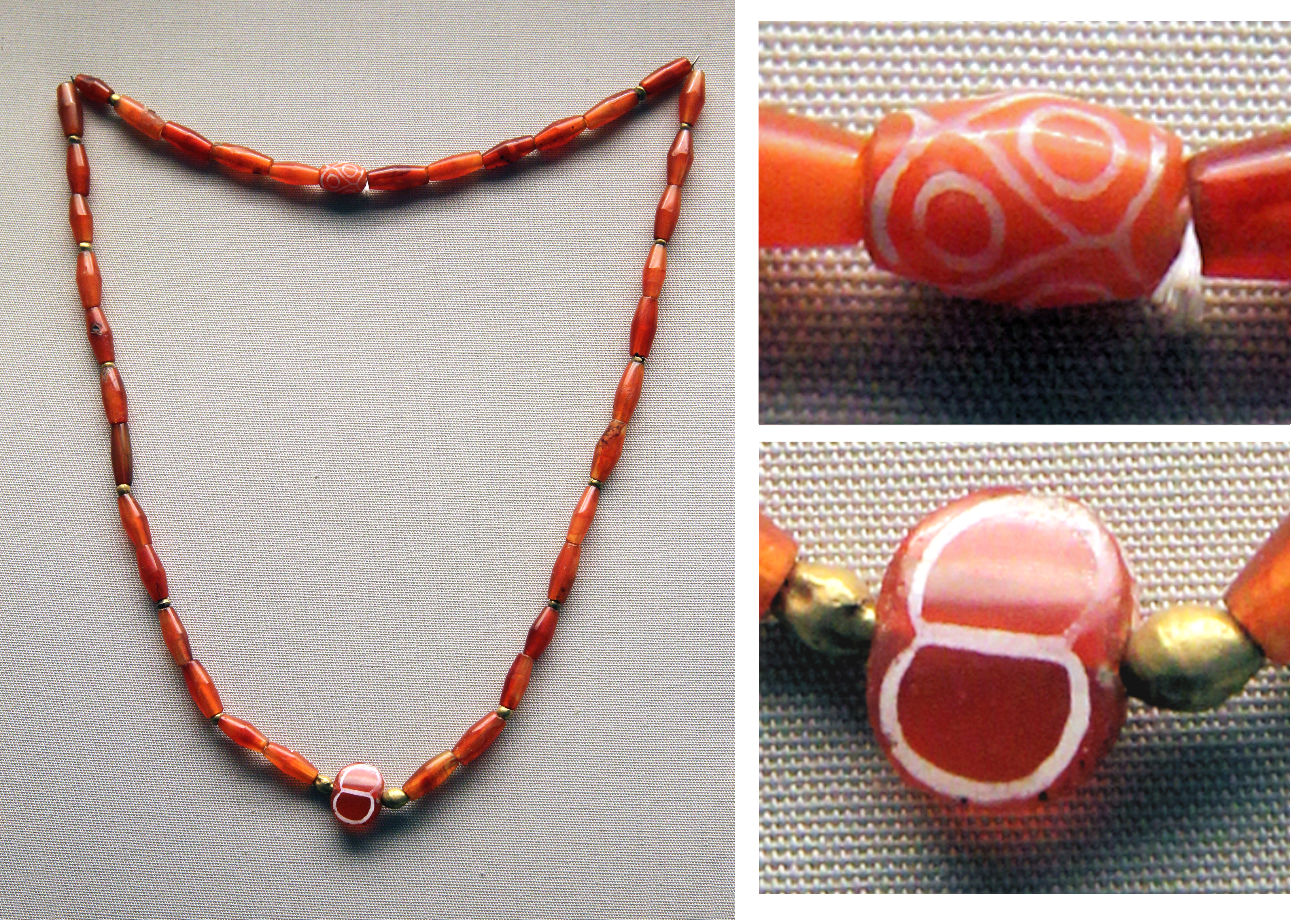
Считается, что сердоликовые бусины в этом ожерелье из царских гробниц Ура происходят из цивилизации долины Инда, что является примером отношений между Индом и Месопотамией

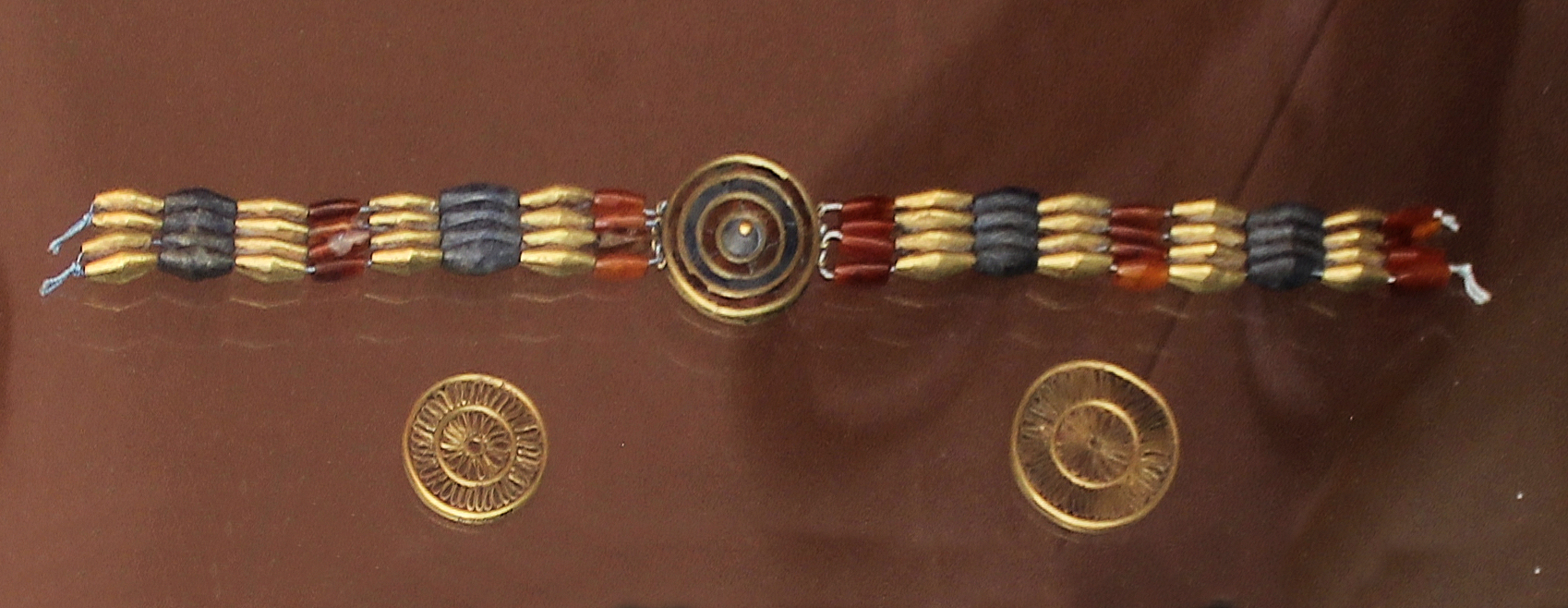
Диадема из детской могилы, PG 1133

Другие драгоценные металлы были найдены в виде шлемов, кинжалов и различных сосудов из меди, серебра и золота. Золотой шлем, принадлежность которого приписывается Мескаламдугу, был найден в могиле, которую Вулли считает элитной, но не обязательно царской. Шлем был сделан из цельного куска золота и по форме напоминал парик.
Наличие полностью развитой практики литья предполагается на основании обнаружения другого оружия, сделанного из электрума (сплав серебра с золотом). В то же время другое оружие, называемое «кинжалом из Ура», было, по словам Вулли, первой особо ценной могильной ценностью, обнаруженной в Уре. Ножны и лезвие сделаны из золота, а рукоятка — из лазурита с золотым декором. Среди других примеров работы по металлу — разнообразные золотые кубки и сосуды с ручками из витой проволоки. Некоторые из сосудов украшены рельефным декором или узором. Также была обнаружена кузнечная работа из различных металлов. В том числе орнамент на щите в ассирийском стиле с изображением львов и растоптанных людей. Среди других предметов — серебряная рифлёная чаша с гравировкой и серебряная модель морского судна.

### Керамика
Типы керамики в Уре включали в себя в основном кувшины и чаши с ограниченным разнообразием стиля. Конические миски, обнаруженные археологами, делятся на две категории в зависимости от диаметра обода. Вулли определил 24 различных типа керамики на Царском кладбище на основе раскопок 238 могил. Для того чтобы датировать керамику и захоронения в Уре, некоторые ученые сравнивали керамику с аналогичными типами из других мест Месопотамии, а затем проверяли по цилиндрическим печатям.

### Музыкальные инструменты
Среди находок в Уре были остатки богато украшенных музыкальных инструментов. Несколько лир были обнаружены в главной яме, принадлежащей четырём женщинам. Большинство этих инструментов были деревянными с серебряной отделкой наряду с другими деталями. Корпус одной лиры был изготовлен из серебра с сине-белыми мозаичными деталями и гравированной раковиной с живописными гравюрами на лицевой стороне, выполненными в технике, схожей с чернением. К этой лире также прилагалась отлитая из серебра голова коровы и серебряные стержни для настройки. Другая лира имела форму морского судна, поддерживающего статую оленя. Еще одна лира состояла из различных материалов, включая дерево, ракушку, лазурит, красный камень, серебро и золото. На лирах, найденных в Уре, часто изображались животные: корова, олень, бородатый бык и телёнок. Особого внимания заслуживает лира с головой быка из PG 789, которую также называют «могилой царя». Вулли предположил, что каждое животное могло соответствовать звучанию самого инструмента.

### Баран в чаще

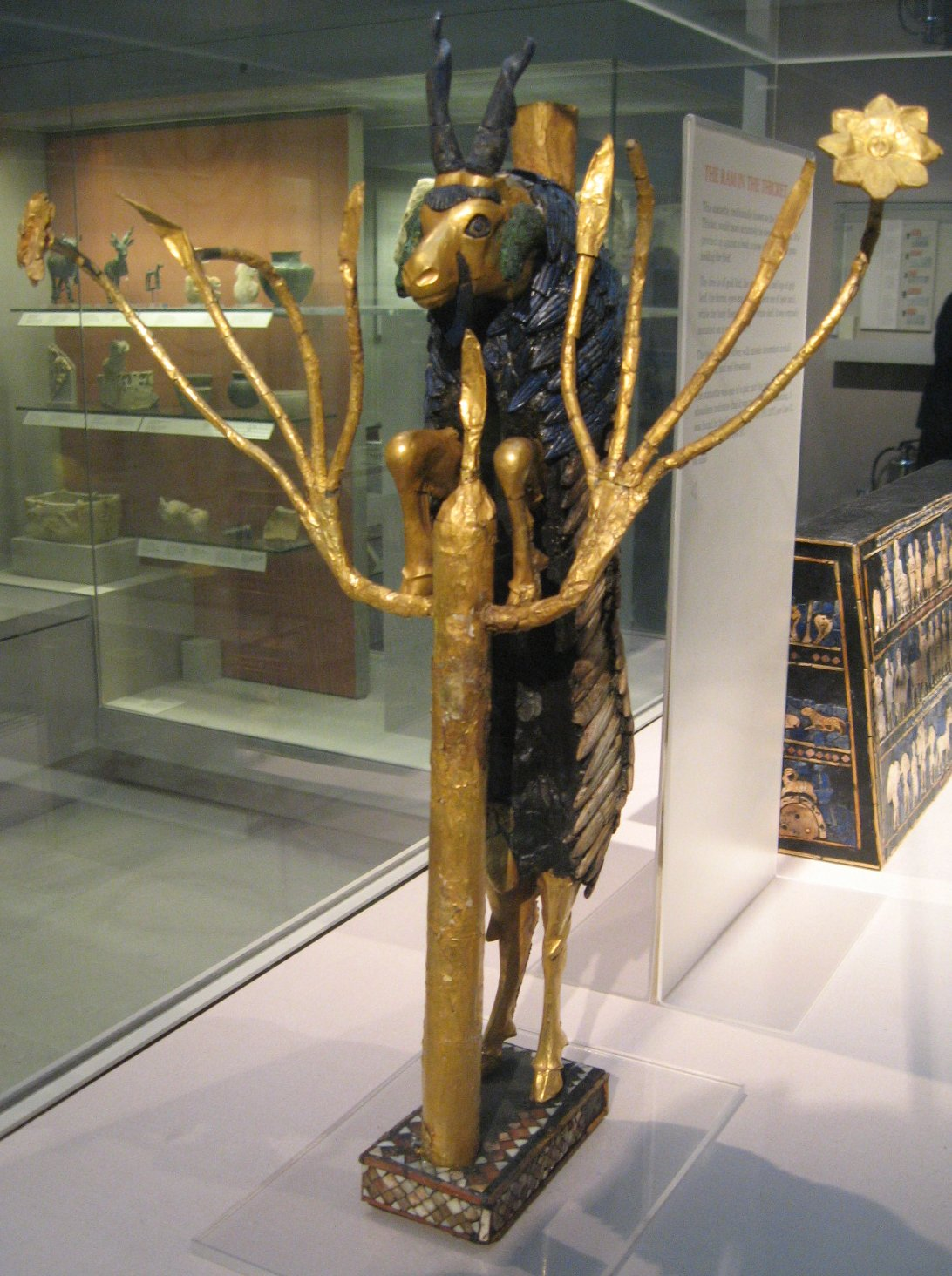
Скульптура «Баран в чаще»

Находка двух статуй козлов в PG 1237 — это всего лишь два примера полихромной скульптуры в Уре. Эти предметы, названные Вулли «баранами в чаще», были сделаны из дерева и покрыты золотом, серебром, ракушками и лазуритом. В «Баране в чаще» для дерева, а также для ног и морды козла использовано золото, для живота и части основания — серебро, а также розовая и белая мозаика. Спина животного выполнена из ракушки, прикреплённой битумом. Другие детали, такие как глаза, рога и борода, сделаны из лазурита.

### Штандарт Ура

Штандарт войны и мира

На PG 779 был обнаружен пока ещё неопознанный объект, названный Штандартом Ура. Штандарт Ура — это трапециевидный деревянный короб, на поверхности которого изображены различные фигуры из лазурита, ракушечника и красного известняка. Его назначение обсуждается, хотя Вулли считает, что это был военный штандарт, что объясняет нынешнее название этого предмета. На каждой стороне штандарта изобразительные элементы рассматриваются как часть повествовательной последовательности, формально разделенной на 3 регистра со всеми фигурами на общей площадке. Штандарт использует иерархию масштаба для выделения важных фигур в композициях. Если читать слева направо, снизу вверх, то на одной стороне стандарта, начиная с самых нижних регистров, изображены мужчины, несущие различные товары или ведущие животных и рыбу к верхнему регистру, где более крупные сидящие фигуры принимают участие в пиршестве в сопровождении музыкантов и обслуживающего персонала. На другой стороне изображён более милитаристский сюжет, где мужчины в конных колесницах топчут распростёртые тела, а солдаты и пленные идут вверх к верхнему фризу, где центральный персонаж обозначен крупным масштабом, пробивающим границу самого верхнего фриза.

## Современность

### Новые теории
Анализ находок сэра Леонарда Вулли привёл к новым теориям, касающимся царских гробниц.
В 1998 году Пол Циммерман написал магистерскую диссертацию в Пенсильванском университете о Царском кладбище в Уре. Могилы PG789 и PG800, могилы царя и царицы, согласно Вулли, были полными захоронениями с обслуживающим персоналом и мирским имуществом. Циммерман проанализировал планировку и сформулировал гипотезу о том, что в действительности гробниц было три, а не две. В яме PG800 было два помещения, которые находились на двух разных уровнях, что, по мнению Циммермана, не соответствует могиле PG789 (помещения были соединены). Кроме того, Вулли утверждал, что могила Пуаби была построена после могилы царя, чтобы быть ближе к нему. Циммерман считает, что, поскольку могила Пуаби была на 40 см ниже, чем могила царя, её могила была построена первой. Исходя из этого, Циммерман утверждает, что смертная яма, приписываемая царице Пуаби, на самом деле является смертной ямой из другой могилы, которая неизвестна.

### Состояние царских гробниц

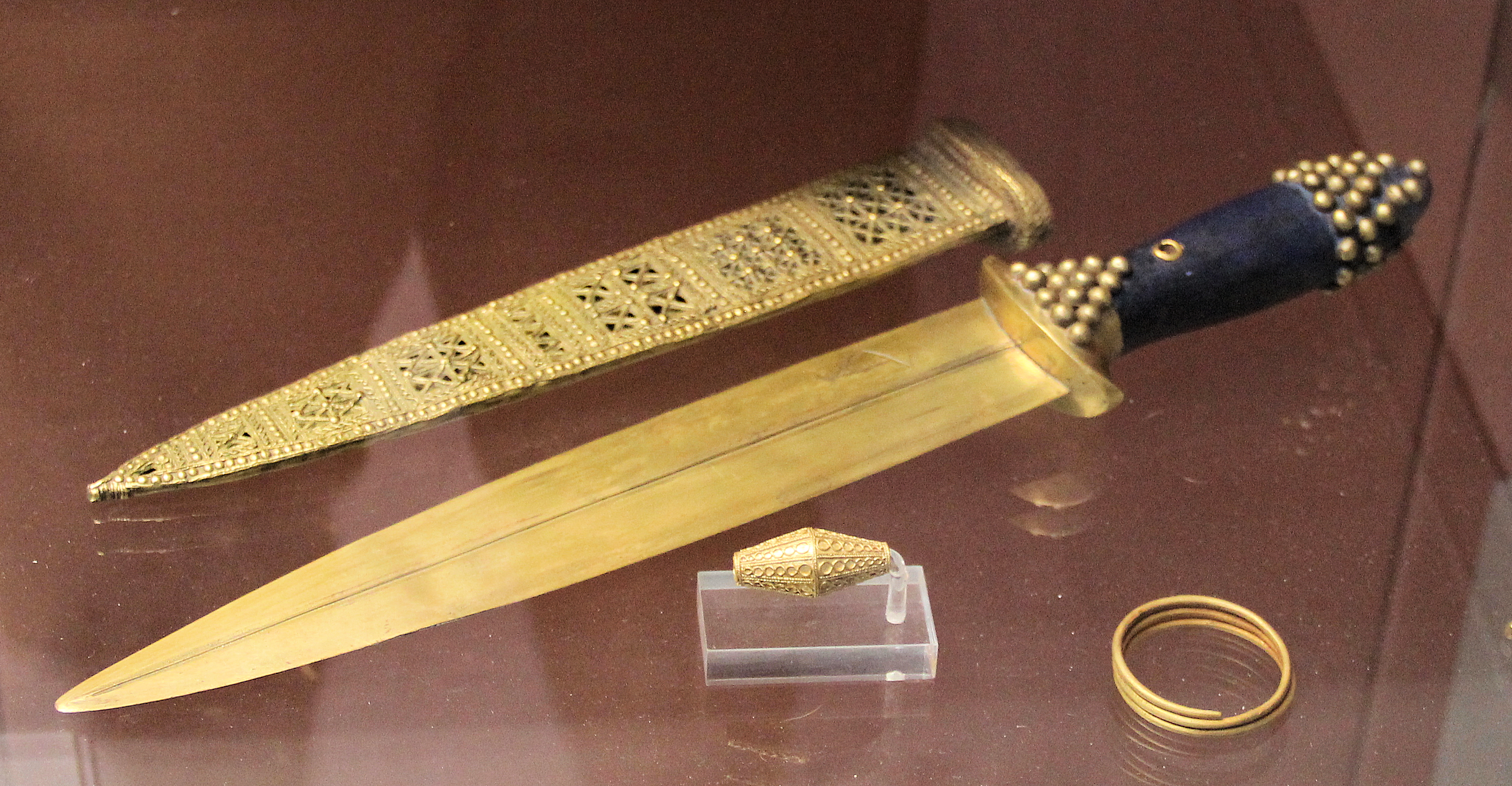
Золотые изделия из гробницы PG 580, копии из Британского музея

Разграбление археологических памятников было обычным явлением, которое удалось взять под контроль только во время правления Саддама Хусейна, правительство которого назначило за это преступление смертную казнь. Однако из-за войны в Ираке грабежи стали происходить всё чаще. Были уничтожены целые археологические памятники, в которых мародёры вырыли десятки тысяч ям.
Однако «Царское кладбище в Уре» в основном уцелело. Это место находилось в границах авиабазы Таллил, контролируемой союзными войсками. Кладбище было повреждено во время первой войны в Персидском заливе, когда авиабаза подверглась бомбардировке. В результате в 2008 году группа ученых, включая Элизабет Стоун из Университета Стони Брук, обнаружила, что стены царских гробниц начали разрушаться. В выводах команды также было зафиксировано ухудшение состояния, вызванное оккупацией военными.
Но самым вредным для объекта было названо запустение. Стоун заявила, что в течение 30 лет «Иракскому департаменту древностей» не хватало ресурсов для надлежащего осмотра и сохранения этого объекта, а также других, которые исследовала группа. В результате такие объекты, как Царское кладбище в Уре, начали разрушаться.
В мае 2009 года «Государственный совет по древностям Ирака» восстановил контроль над объектом, помогая в сохранении древнего места.

## Могилы
На Царском кладбище Ура было обнаружено огромное количество индивидуальных могил и несколько царских могил. Атрибуция царских могил в целом условна, но были предприняты некоторые попытки сопоставить их с царскими фигурами, известными по надписям или спискам регентского периода, таким как список царей Шумера и Аккада. Джулиан Рид предварительно относит основные гробницы к следующим правителям:
| Основные гробницы на Царском кладбище в Уре | |  |
| PG 1236                                     | А-Имдугуд, царь. Самая древняя и грандиозная гробница на кладбище.                                                            |  |
| PG 779                                      | Ур-Пабилсаг, царь, сын А-Имдугуда.                                                                                            |  |
| PG 777                                      | Гробница царицы, жены Ур-Пабилсага.                                                                                           |  |
| PG 755                                      | Гробница царя Мескаламдуга. Возможно, одноимённый принц, к примеру, сын Мескаламдуга и царицы Нибанды.                        |  |
| PG 1054                                     | Гробница Нибанды, жены Мескаламдуга.                                                                                          |  |
| PG 1130                                     | Вдова принца в гробнице PG 755.                                                                                               |  |
| PG 789                                      | Гробница царя Мескаламдуга, сына Ур-Пабилсага.                                                                                |  |
| PG 800                                      | Гробница Пуаби, второй жены Мескаламдуга, идентифицированной как царица; возможно впоследствии самостоятельная правительница. |  |
| PG 1050                                     | Гробница Ашусикильдингир, жены Мескаламдуга.                                                                                  |  |
| PG 1332                                     | Гробница Акаламдуга, царя, сына Мескаламдуга.                                                                                 |  |
| PG 337                                      | Гробница царицы, второй жены Акаламдуга.                                                                                      |  |
| PG 1232/1237                                | Гробница Месаннепада, сына Мескаламдуга.                                                                                      |  |
| PG 55                                       | Гробница царицы, жены А’анепада.                                                                                              |  |
| PG 580                                      | Гробница царя А’анепада, сына Месаннепады.                                                                                    |  |
| PG 1157                                     | Гробница Мескиагнума, царя, сына Месаннепады.                                                                                 |  |

## Галерея

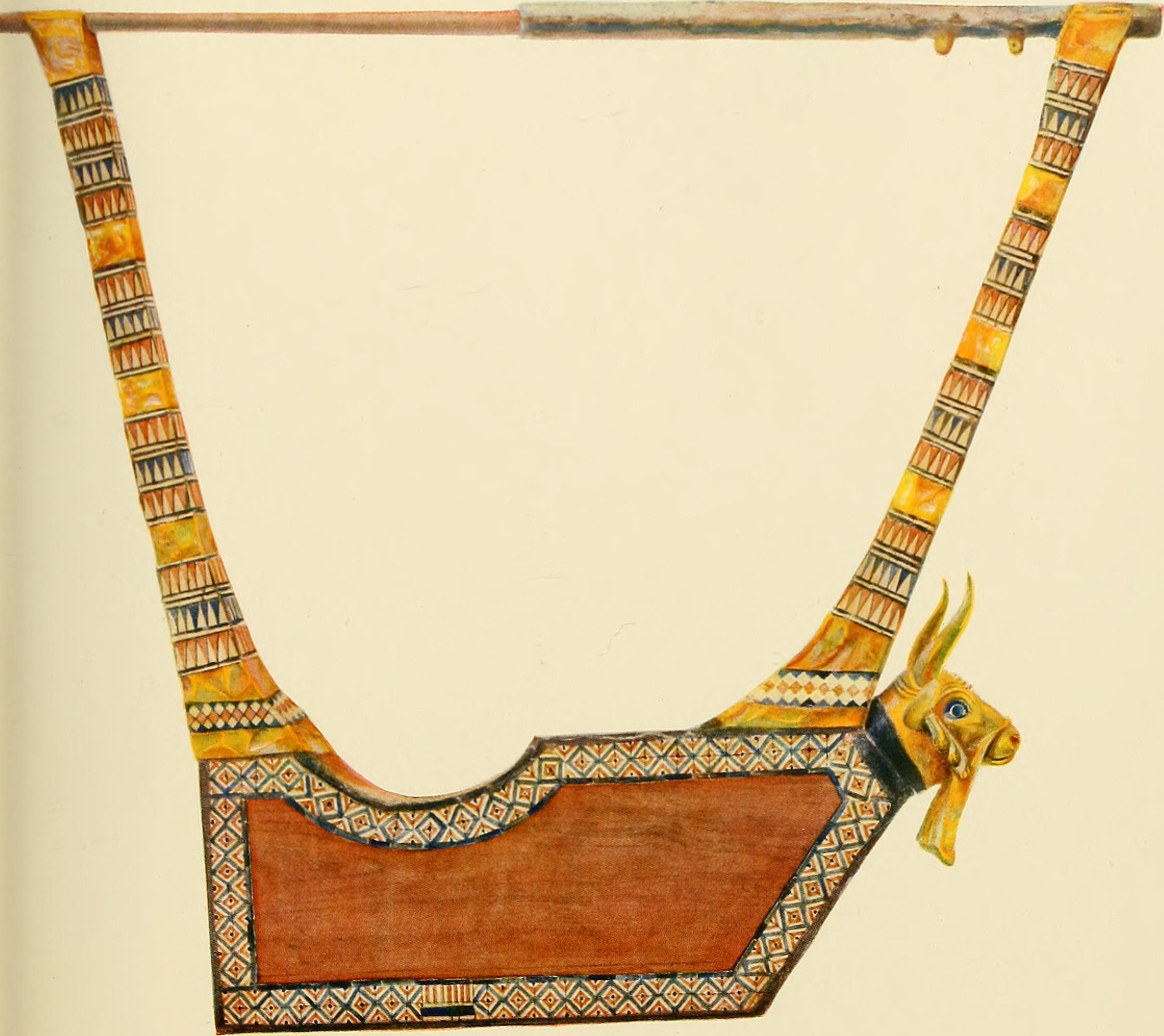
Лира царицы Ура из опубликованной записи Вулли
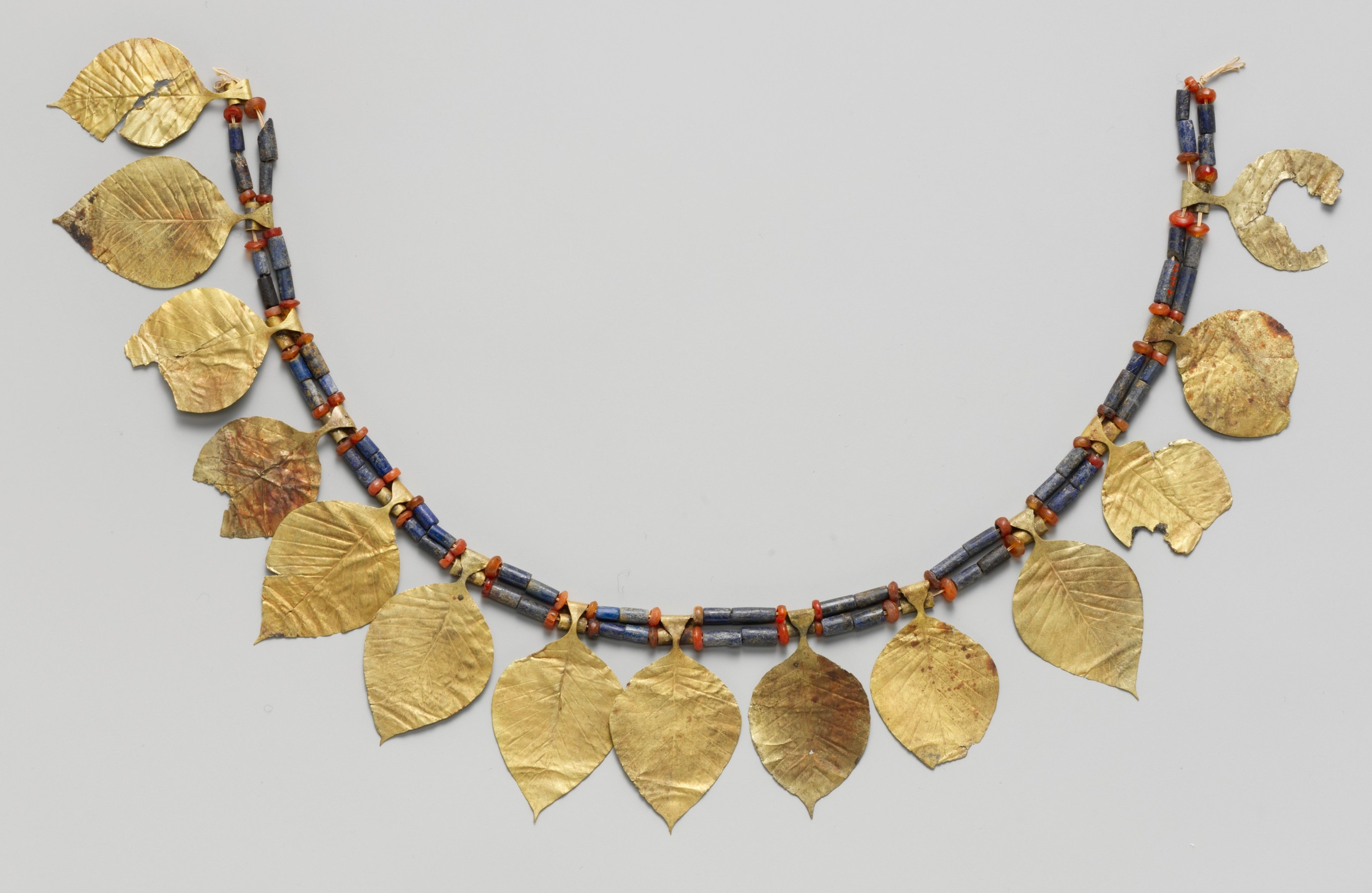
Головной убор, украшенный золотыми листьями; 2600-2400 гг. до н. э.; золото, лазурит и сердолик; длина: 38,5 см; Метрополитен-музей
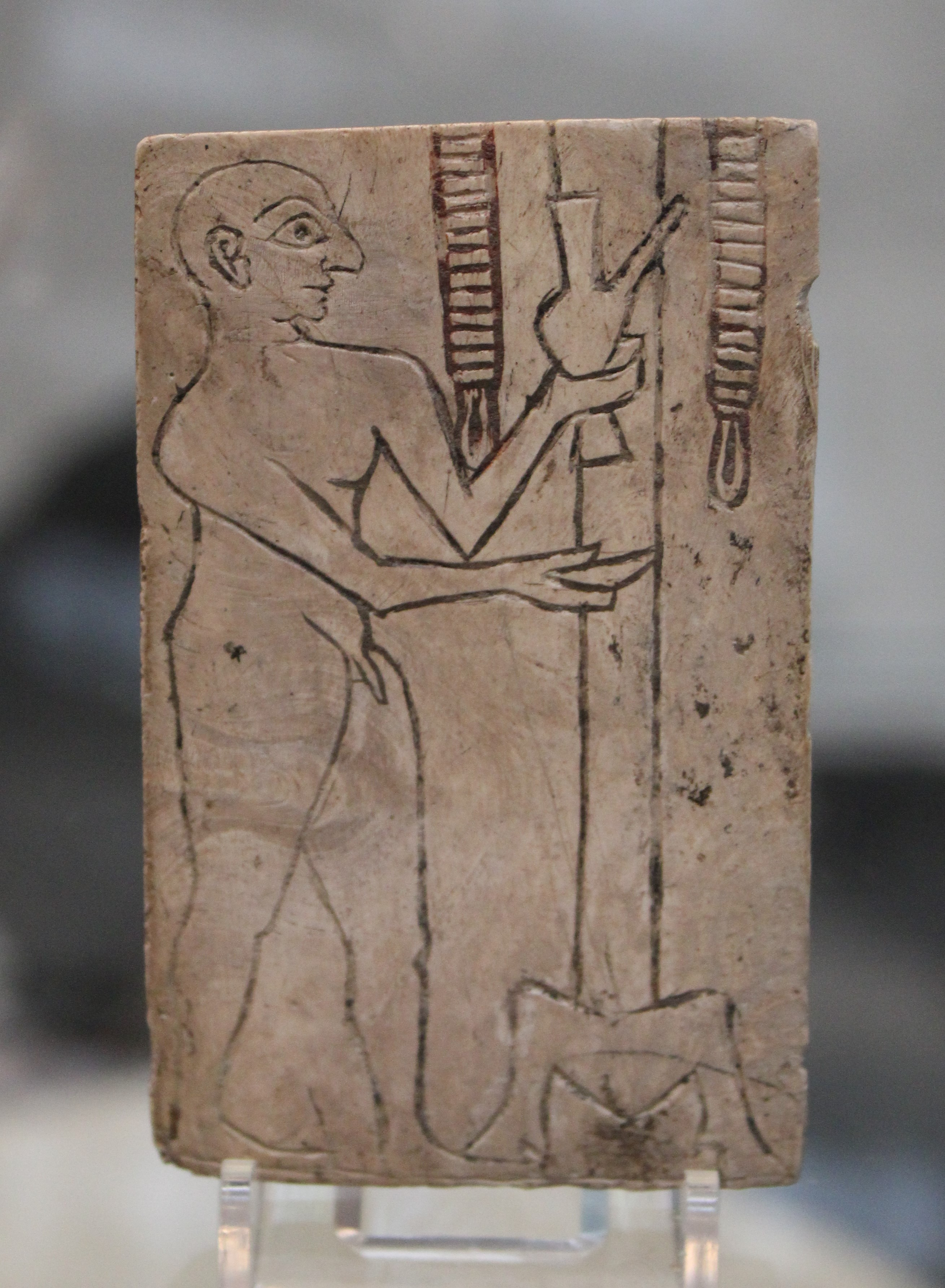
Дощечка со сценой возлияния, найденная в рыхлой земле вокруг погребений. 2550-2250 гг. до н. э., Царское кладбище Ура[27][28].
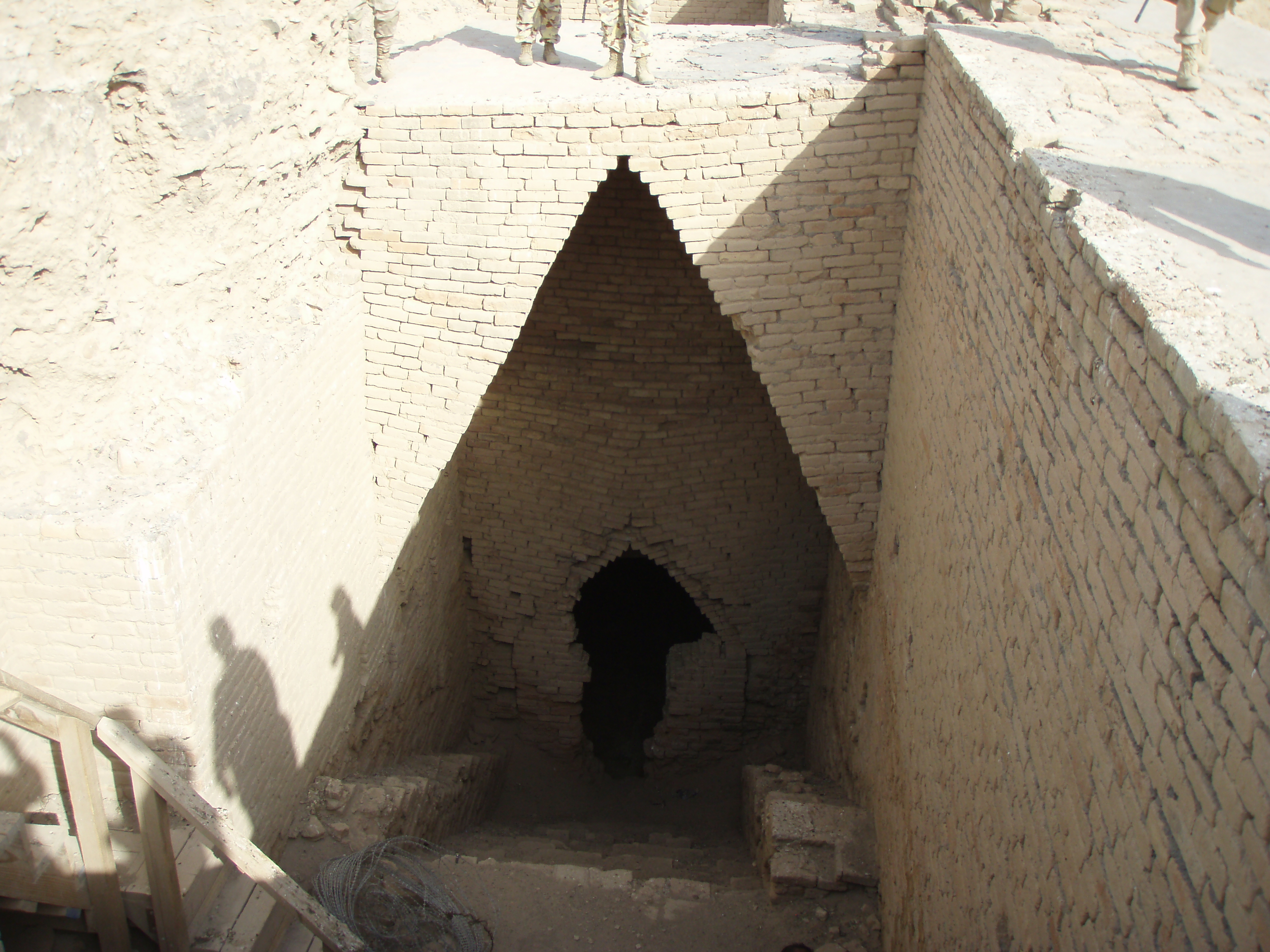
Гробница в отреставрированном виде.